# Palpomyia raignieri
Palpomyia raignieri är en tvåvingeart som beskrevs av Maurice Emile Marie Goetghebuer 1931. Palpomyia raignieri ingår i släktet Palpomyia och familjen svidknott. Inga underarter finns listade i Catalogue of Life.